# 執政官
執政官（しっせいかん、ラテン語: consul、コンスル）は、古代ローマでの政務官のひとつ。都市ローマの長であり、共和政ローマの形式上の元首に当たる。訳語として執政官のほかに統領を用いることもある。古代ローマでは、以下に例示するように、正規執政官の名を書くことで、その年を表した。
- 「Imperator Caesar Augustus と Marcus Vipsanius Agrippa が執政官の年」（西暦では紀元前27年に相当）

## 概要
執政官は共和政ローマにおける最高職である。定員は2名。モムゼンは、コンスルという名はこの同僚制から来ているとしている。平時は内政の最高責任者として政務を執り、戦時は軍団を組織するとともに軍団の最高指揮官として軍務を掌握し、また戦場においては直接指揮を執った（つまり、軍政と軍令の責任者と同時に現場指揮官でもある）。これらの権限をインペリウム（指揮権）と言った。
他に、民会や元老院の召集権や法案提出権も保持し、加えてもう一人の執政官や下位政務官の決定に対し、拒否権を行使する権限が与えられていた。また、非常時と認めた場合は、最長六ヶ月任期の最高官職である独裁官（ディクタトル）を指名する権限もあったが、実際には元老院の協賛を得て指名されたとされている。
2人の執政官はその権限を例えば一人は行政を、一人は軍務を、という風に分担するわけではなく（もちろんそうしたこともあったが）、基本的には2人が全く同じ権限を有していた。軍務に関してはその担当をくじ引き等で決めることはあったが、拘束力があるわけではなかった。
執政官は就任すると、その補佐役としてクァエストルを指名することが出来、裁判と財務の補佐を担当させた。

## 選出
執政官は、元老院が候補者を選び（候補者資格を決定し）、ケントゥリア民会での選挙により選任される。定員が2名とされたのは独裁を防ぐためであり、それ以前の王政が復活するのを防ぐ意味もあった。任期は1年で、原則として再選は許されなかったが、再選されることもあった。
新任の執政官は3月1日に就任していたが、紀元前153年（ノビリオルとルスクスの年）から毎年1月1日に就任する（共和政前期には定まっていなかった）。任期は就任したその日から一年間であり、正規執政官（consul ordinarius(sg)/consules ordinarii(pl)）と呼ばれる。

### 補充
例えば初代執政官ルキウス・ユニウス・ブルトゥスは戦場で敵と刺し違えて戦死したとされ、プブリウス・デキウス・ムス父子のようにローマの勝利のためにその身を生贄に捧げる者や、疫病によって執政官が任期途中で死去する例などもあった。そのように欠員が出た場合、共和政前期においては王政時代に摂政として機能していたインテルレクスが5日交代で選ばれ、補充選挙のための民会を招集した。このようにして補充選挙によって途中から就任した執政官は、入れ替わった正規執政官の任期をそのまま引き継ぎ、補充執政官（consul suffectus(sg)/ consules suffecti(pl)）と呼ばれた。

### プロコンスル
2名の執政官だけでは手が足りず対処できない事態が発生した場合などは、必要に応じて、執政官経験者にプロコンスル（前執政官）としてインペリウムを与えて事態の収拾に当たらせることもあった。初めてプロコンスルに指名されたのは、紀元前326年のクィントゥス・プブリリウス・ピロである。後にこの制度は常設化し、プロコンスルらに属州総督として属州経営を担わせた。
アウグストゥスによりローマが共和政から帝政に移行した後は、多くの属州総督（執政官経験者が就任する）を生み出す必要から、正規執政官が死亡した場合だけではなく、任期途中で辞任する事で他の者に補充執政官として執政官職を経験させるようになる。場合によってはその補充執政官も任期前に辞任し、また他の補充執政官がその座を埋めることもあった。コンモドゥスが皇帝だった190年にそれはピークを迎え、1年の間になんと25名もの執政官経験者が誕生した。

## 制約
執政官は軍指揮権であるインペリウムの保持者であったとは言え、首都で行使される執政官の権力は制約を受け、元老院にも配慮する必要があった。
執政官ほかインペリウム保持者には、先導警士（リクトル）が付く特権があった。このリクトルはファスケス（fasces）と呼ばれる、斧の柄の周りに棒を束ねたものを捧げ持ち、これはインペリウム保持者であることを示す権威の標章であったが、初代補充執政官の一人でもあるプブリウス・ウァレリウス・プブリコラは、ポメリウム内では斧部分は取り外すように定め、更に執政官の下した死刑等の極刑に対しては、上訴を行う権利も制定した。モムゼンは、執政官の引き継いだ強大な王権を制限するものであったとしている。その後も例えば紀元前462年の護民官テレンティリウスなどによって、その権力を削減しようと試みられた。
それに対し、独裁官はポメリウム内でもファスケスに斧をつけたままであり、上訴を行う事も出来なかった。

## 歴史

### 共和政期
執政官が初めて置かれたのは、伝説では共和政へ移行された紀元前509年と信じられている。しかし初期のローマ共和国史は伝説の域を出ず、また執政官も連続して置かれたわけではなかった。当初は執政官の名は「プラエトル」と呼ばれていたらしいが、紀元前305年より「コンスル」という名において引き継がれたという。モムゼンは、(終身の)王の代わりに二人の一年限定の王が誕生し、Praetores (将軍)、Iudices (判事)、もしくはConsules (同僚)を名乗ったとしている。
初代執政官は、紀元前509年にローマ王タルクィニウス・スペルブスを追放したルキウス・ユニウス・ブルトゥスとルキウス・タルクィニウス・コッラティヌスが務めたとされる。一説によると、まずインテルレクスが置かれ、形式的に王の権力を引き継いだという。コッラティヌスはすぐに辞任を余儀なくされたため、同年中に初の補充執政官も誕生している。
初期には執政官はパトリキ（貴族）のみに独占されたが、常にパトリキ側に立ってプレブス（平民）を弾圧したかと言われればそうでもなく、プブリコラの子のように両者の融和に努めるケースや、カッシウスのように執政官でありながらプレブスに土地を分配しようとして最終的に処刑されるようなケースもあった。プレブス側は最終手段として徴兵拒否という力技に訴える事も多かったため、執政官が間に立って調整に努める場面もあった。
しかしながら、例えばカヌレイウス法成立の過程にあったような、プレブス側の代表者である護民官と対立するケースも確かに存在した。土地分配法を巡っては、護民官による執政官の告発も相次いだ。更にはローマが戦争によって拡大していく過程において、その兵力として働いてきたプレブスの発言権も徐々に大きくなり、それに伴いプレブスでも執政官に就任出来るようにすべきだとの声も出てきたため、紀元前444年からは原則最大6人までの執政武官という官職が新設され、毎年護民官と元老院の駆け引きによって、執政官と執政武官のどちらを立てるかが決められた。
その後も対立は続いたが、紀元前367年リキニウス・セクスティウス法が公布されると、二人の執政官のうち一人はプレブスが就任するようになり、執政武官は廃止となった。しかしその後も、カエクスがインテルレクスとしてプレブスの執政官就任を妨害するような事もあり、身分間のシコリは存在した。
元老院は政務官経験者によって形成されており、執政官経験者の影響力は大きかった。プレブスも執政官を務めることによって力を持ち、彼らも合わせて先祖に執政官や独裁官、執政武官を持つものたちは、ノビレスと呼ばれるようになり、「ノビリタス支配」と呼ばれる新たな支配体制を形成した。

### 帝政期
初期のローマ帝政（プリンキパトゥス、元首政）は共和制の枠組みを乗っ取ったようなもののため、移行した後も2名ずつ執政官は置かれ続け、執政官及び経験者は依然高い地位であり続けた。また皇帝と共に就くものはその後継候補者として大きな意味を持った。しかし541年、東ローマ皇帝ユスティニアヌス1世によって官職としては廃止され、名誉的な爵位の名前（7世紀にギリシャ語が公用語になって以降は、ギリシャ語の「ヒュパトス」）として残るのみとなった。

### 影響
執政官の名は後の歴史にも幾度か用いられている。領事館制度を創設したヴェネツィア共和国では、その領事にコンスルの称号を名乗らせた(領事官に consul の名が残っているのはそのためである）。また古代ローマへの強い憧憬のもとにあった革命前後のフランスでは、ブリュメールのクーデター後に成立した政府の首班に consul（執政、または統領と和訳される）の語が使われている。

## 歴代執政官
- 共和政ローマ執政官一覧（紀元前509年から紀元前27年）
- 帝政ローマ初期執政官一覧（紀元前33年から192年まで）
- List of Roman Consuls（ローマ執政官一覧、英語版）